# 翡翠台電視劇集列表 (2000年代)
本列表列出2000年代由無綫電視翡翠台所播放的劇集。
在海外首播而未曾在翡翠台播映的無綫電視劇集，請參見無綫電視海外首發劇集列表。無綫電視製播的電視電影及微電影，請參見無綫電視電影列表。
本列表是翡翠台電視劇集列表的子列表，列举2000年代的香港無綫電視翡翠台劇集。

## 2000年
| 首播     | 集數 | 來源 | 劇名              | 主演 | 官網                        | 編審                                 | 監製          | 備註                                                                 |
| 1月3日   | 21   | 香港 | 無業樓民          | 劉松仁、伍詠薇、江 華 | 網頁 （页面存档备份，存于） | 蔡婷婷                               | 王心慰        | 巡禮名《失業奇兵》                                                   |
| 1月3日   | 11   | 日本 | 二千年之戀        | 金城武、中山美穗、宮澤和史、仲間由紀惠 |                             |                                      |               |                                                                      |
| 1月10日  | 29   | 內地 | 康熙微服私訪記    | 張國立、鄧 婕、張鐵林、王 剛 |                             |                                      |               |                                                                      |
| 1月17日  | 20   | 香港 | 夢想成真          | 宣 萱、呂頌賢、呂 方、梅小惠 | 網頁 （页面存档备份，存于） | 趙靜蓉 伍立光                        | 梅小青        |                                                                      |
| 1月31日  | 15   | 香港 | 撻出愛火花        | 謝霆鋒、張燊悅、元 華、梁藝齡、歐倩怡、劉愷威、韋家雄                                                                                     | 網頁 （页面存档备份，存于） | 伍立光                               | 莊偉建        | 前名《青春愛火花》又名《柔道小子》《都市愛火花》 於1998年9月海外發行 |
| 2月14日  | 20   | 香港 | 緣份無邊界        | 林保怡、張可頤、鄭中基、蓋鳴暉、陳彥行 | 網頁 （页面存档备份，存于） | 賈偉南                               | 潘嘉德        | 於1999年12月海外發行                                                 |
| 2月19日  | 10   | 香港 | Loving You我愛你  | 吳啟華、鄧萃雯、薛家燕、張同祖、黃智賢、任港秀                                                                                            | 網頁 （页面存档备份，存于） | 陳寶華                               | 曾勵珍 羅永賢 | 單元劇                                                               |
| 2月21日  | 20   | 香港 | 楊貴妃            | 向海嵐、江 華、吳美珩、袁彩雲、郭少芸、曾偉權、阮兆祥                                                                                     | 網頁 （页面存档备份，存于） | 陳靜儀                               | 莊偉建        |                                                                      |
| 2月21日  | 100  | 香港 | 男親女愛          | 鄭裕玲、黃子華、原子鏸、鄧健泓 | 網頁                        | 鮑偉聰 林少枝                        | 徐正康        | 又名《深情男女》《歡喜冤家》 處境劇                                  |
| 2月28日  | 20   | 內地 | 康熙微服私訪記II  | 張國立、鄧 婕、張鐵林、王 剛 |                             |                                      |               |                                                                      |
| 3月13日  | 55   | 香港 | 創世紀II天地有情  | 羅嘉良、古天樂、郭晉安、郭可盈、汪明荃、蔡少芬、吳奇隆、邵美琪、雪 兒、陳慧珊、秦 沛、馬德鐘、郭 峰、周 聰、雪 妮、劉愷威、葉佩雯、王敏德 | 網頁 （页面存档备份，存于） | 周旭明 司徒錦源 歐冠英 湯健萍 梁敏華 | 戚其義        | 共106集跨年長劇 編導文偉鴻、蘇萬聰、陳維冠，助理編導葉鎮輝           |
| 3月20日  | 45   | 台灣 | 笑傲江湖          | 袁詠儀、任賢齊、陳德容、李立群、劉雪華 |                             |                                      |               |                                                                      |
| 5月22日  | 15   | 香港 | 生命有TAKE2       | 黃日華、郭耀明、陳法蓉、佘詩曼、謝天華 | 網頁 （页面存档备份，存于） | 吳肇銅                               | 徐正康        | 又名《明天不一樣》於1998年12月海外發行                               |
| 5月29日  | 32   | 香港 | 陀槍師姐II        | 關詠荷、歐陽震華、滕麗名、魏駿傑、馬德鐘、梁雪湄、姚樂怡、張兆輝、姚瑩瑩、駱達華、李成昌                                                  | 網頁 （页面存档备份，存于） | 黃育德                               | 鄺業生        | 於2000年2月海外發行                                                  |
| 6月12日  | 20   | 內地 | 康熙微服私訪記III | 張國立、鄧 婕、張鐵林、王 剛 |                             |                                      |               |                                                                      |
| 7月10日  | 20   | 香港 | 大囍之家          | 秦 沛、伍詠薇、陳妙瑛、呂頌賢、蘇玉華、李子雄、蘇志威、袁潔瑩、林其欣                                                                     | 網頁 （页面存档备份，存于） | 薛家華                               | 梁材遠        |                                                                      |
| 7月10日  | 20   | 香港 | 十月初五的月光    | 張智霖、佘詩曼、薛家燕、馬浚偉、唐文龍、姚樂怡、陳曼娜、劉 丹、汪 琳、鄧浩光、馬海倫、顏國樑、楊 怡                                       | 網頁 （页面存档备份，存于） | 陳寶華                               | 徐遇安        | 又名《澳門街》                                                       |
| 7月10日  | 40   | 內地 | 真情告白          | 胡 兵、瞿 穎、張 世、王合喜 |                             |                                      |               |                                                                      |
| 8月7日   | 52   | 香港 | 金裝四大才子      | 歐陽震華、陳松伶、張家輝、關詠荷、魏駿傑、林家棟、翁 虹、文頌嫻                                                                           | 網頁 （页面存档备份，存于） | 關頌玲                               | 鄺業生        |                                                                      |
| 8月7日   | 22   | 香港 | 廟街·媽·兄弟      | 李克勤、梁漢文、黃淑儀、葉 璇、劉玉翠、楊 怡                                                                                              | 網頁 （页面存档备份，存于） | 司徒錦源                             | 潘嘉德        | 巡禮名《廟街衝鋒隊》                                                 |
| 8月14日  | 20   | 香港 | 醫神華佗          | 林文龍、黃日華、尹揚明、伍詠薇、丘凱敏、鍾麗淇                                                                                            | 網頁 （页面存档备份，存于） | 伍立光                               | 蕭顯輝        | 於2000年2月海外發行                                                  |
| 9月4日   | 32   | 香港 | 雷霆第一關        | 汪明荃、李修賢、宣 萱、王 喜、吳美珩、梁 琤                                                                                               | 網頁 （页面存档备份，存于） | 賈偉南                               | 張乾文        | 巡禮名《海關特遣隊》又名《緝私群英》內地易名《雷霆掃黑》             |
| 9月4日   | 50   | 內地 | 少年包青天        | 周 、釋小龍、任 泉、李冰冰 |                             |                                      |               |                                                                      |
| 9月22日  | 13   | 日本 | 午夜凶鈴之謎      | 柳葉敏郎、長瀨智也、京野琴美、矢田亞希子                                                                                                  |                             |                                      |               |                                                                      |
| 10月2日  | 20   | 香港 | 京城教一          | 元 華、魏駿傑、梁 琤、唐文龍、郭政鴻、吳文忻                                                                                              | 網頁 （页面存档备份，存于） | 朱鏡祺 伍立光                        | 張乾文        | 前名《拳傾天下》 於2000年3月海外發行                                 |
| 10月9日  | 12   | 日本 | 沒有天使的街角    | 堂本光一、酒井法子、藤井郁彌、內田有紀 |                             |                                      |               |                                                                      |
| 10月15日 | 12   | 日本 | 悠長假期          | 木村拓哉、山口智子、稻森泉、竹野內豐、松隆子、Ryo、廣末涼子                                                                               |                             |                                      |               |                                                                      |
| 10月16日 | 25   | 內地 | 康熙微服私訪記IV  | 張國立、鄧 婕、張鐵林、王 剛 |                             |                                      |               |                                                                      |
| 10月16日 | 25   | 香港 | 新鮮人            | 林保怡、馮德倫、蒙嘉慧、容祖兒、吳美珩、徐子淇、楊 怡                                                                                     | 網頁 （页面存档备份，存于） | 朱鏡祺 曾謹昌                        | 曾谨昌        | 於2000年5月海外發行                                                  |
| 11月13日 | 102  | 香港 | FM701             | 陳淑蘭、張達明、谷德昭、小 雪、 洋、黃偉文、湯盈盈、劉綽琪、楊 怡                                                                         | 網頁 （页面存档备份，存于） | 林少枝 蔡婷婷 趙靜蓉                 | 徐正康        | 處境劇                                                               |
| 11月20日 | 30   | 中港 | 碧血劍            | 林家棟、佘詩曼、江 華、吳美珩、關寶慧、袁彩雲、李成昌、駱應鈞                                                                             | 網頁 （页面存档备份，存于） | 梁詠梅                               | 李添勝        | 於2000年8月海外發行                                                  |
| 11月20日 | 40   | 香港 | 妙手仁心II        | 吳啟華、林保怡、蒙嘉慧、陳慧珊、陳潔儀、蔡少芬、陳 豪、馬浚偉、邵美琪                                                                     | 網頁 （页面存档备份，存于） | 陳寶華                               | 戚其義        | 又名《妙手仁心2》《妙手仁心第二部》                                  |

## 2001年
| 首播     | 集數 | 來源 | 劇名               | 主演 | 官網                        | 編審                 | 監製          | 備註                                                                                      |
| 1月1日   | 25   | 香港 | 娛樂反斗星         | 歐陽震華、鄧萃雯、謝天華、湯盈盈、鄺文珣、苑瓊丹、魯振順、梁詠琳、秦 煌、阮兆祥、李家聲 | 網頁 （页面存档备份，存于） | 周旭明 伍立光 朱鏡祺 | 黃偉聲        | 又名:嬉鬧三人行 於2000年10月海外發行                                                      |
| 1月15日  | 20   | 香港 | 錦繡良緣           | 黃淑儀、林文龍、文頌嫻、胡杏兒、鄭中基、蘇玉華、阮兆祥、郭少芸、梅小惠、盧宛茵、羅 莽、鄺文珣 | 網頁 （页面存档备份，存于） | 趙靜蓉               | 梅小青        | 前名《四大娘子》                                                                          |
| 1月30日  | 11   | 日本 | 攪野辦公室         | 唐澤壽明、反町隆史、木村佳乃、小雪、伊東美咲 |                             |                      |               |                                                                                           |
| 2月5日   | 45   | 香港 | 美麗人生           | 林家棟、郭可盈、陳浩民、葉 璇、張燊悅、陳鍵鋒、施念慈 | 網頁 （页面存档备份，存于） | 陳靜儀 吳肇銅        | 李添勝        | 於2000年11月海外發行                                                                      |
| 2月10日  | 11   | 日本 | 新聞女郎           | 鈴木保奈美、藤原紀香、瀧澤秀明、深田恭子 |                             |                      |               |                                                                                           |
| 2月10日  | 05   | 香港 | 廉政追擊           | 劉松仁、黃錦燊、吳美珩、雷頌德、馬德鐘、劉愷威、林 峯 | 網頁 （页面存档备份，存于） |                      | 曾勵珍 黎美凝 | 合拍單元劇（廉政公署）                                                                    |
| 2月12日  | 40   | 港台 | 小寶與康熙         | 張衛健、譚耀文、林心如、朱 茵、陳法蓉、張 茜、麥家琪、吳辰君、吳孟達、黃一飛、舒 淇 |                             | 刘正中               | 王 晶         | 於2000年8月海外發行                                                                       |
| 3月26日  | 60   | 內地 | 龍堂               | 張豐毅、吳家麗、陳小春、趙學而 |                             |                      |               |                                                                                           |
| 4月9日   | 20   | 香港 | 南龍北鳳           | 黃日華、梁 琤、劉錦玲、郭政鴻 | 網頁 （页面存档备份，存于） | 梁劍豪               | 張乾文        | 每日播映半集 於1999年8月海外發行                                                          |
| 4月9日   | 40   | 香港 | 勇往直前           | 馬浚偉、蔡少芬、趙學而、林文龍、石 修、余詠詩、鄧一君 | 網頁 （页面存档备份，存于） | 蔡婷婷 黃育德        | 王心慰        | 前名：《馬場風雲》                                                                        |
| 4月9日   | 37   | 香港 | 倚天屠龍記         | 吳啟華、黎 姿、佘詩曼、張兆輝、滕麗名、江欣燕、江欣慈、米 雪、劉松仁、鄧一君、姚樂怡、曹永廉、楊 怡 | 網頁 （页面存档备份，存于） | 梁詠梅 林少枝        | 莊偉建        | 於2000年5月海外發行                                                                       |
| 4月14日  | 10   | 日本 | 向井荒太的動物日記 | 堂本剛、水野真紀、安倍夏美、秋山純、山田麻衣子、上原步、北村總一朗、樹木希林、根津甚八 |                             |                      |               |                                                                                           |
| 5月28日  | 40   | 台灣 | 情深深雨濛濛       | 蘇有朋、趙 薇、林心如、古巨基 |                             |                      |               |                                                                                           |
| 6月2日   | 11   | 日本 | 戀愛世紀           | 木村拓哉、松隆子、內野聖陽、藤原紀香 |                             |                      |               |                                                                                           |
| 6月4日   | 25   | 香港 | 美味情緣           | 吳啟華、陳慧珊、馬德鐘、滕麗明、楊千嬅、林 峯、雪 妮、劉 江、徐濠縈、鄧兆尊 | 網頁 （页面存档备份，存于） | 歐冠英               | 林志華        | 於2000年10月海外發行                                                                      |
| 6月4日   | 74   | 內地 | 大宅門             | 斯琴高娃、陳寶國 |                             |                      |               |                                                                                           |
| 6月24日  | 11   | 日本 | 冰之世界           | 竹野內豐、松嶋菜菜子、內田有紀、仲村亨、片瀨那奈 |                             |                      |               |                                                                                           |
| 7月9日   | 32   | 香港 | 陀槍師姐III        | 歐陽震華、蔡少芬、滕麗名、魏駿傑、夏 雨、康 華、梁雪湄、姚樂怡、蔡子健、趙靜儀 | 網頁 （页面存档备份，存于） | 黃育德               | 鄺業生        |                                                                                           |
| 7月9日   | 30   | 內地 | 機靈小子           | 張衛健、李冰冰、薛佳凝、羅家英 |                             |                      |               |                                                                                           |
| 7月23日  | 40   | 香港 | 封神榜             | 陳浩民、葉 璇、錢嘉樂、溫碧霞、元 華、苑瓊丹、李家聲、楊婉儀、羅樂林、鄭子誠、湯盈盈、余子明 | 網頁 （页面存档备份，存于） | 張華標 黃偉強        | 劉仕裕        | 主題曲：《封神》 主唱陳浩民、劉玉翠 片尾曲：《每一生都等你》主唱陳潔儀 編導黃建勳、方駿釗 |
| 8月5日   | 11   | 日本 | 律政英雄           | 木村拓哉、松隆子、阿部寬、大塚寧寧 |                             |                      |               |                                                                                           |
| 8月20日  | 26   | 香港 | 七姊妹             | 羅嘉良、佘詩曼、江 華、向海嵐、張兆輝、文頌嫻、張玉珊、苑瓊丹、姚瑩瑩、康 華、郭少芸、楊 怡 | 網頁 （页面存档备份，存于） | 張華標 黃偉強        | 蕭顯輝        | 巡禮名《七月七日七姊妹》於2001年5月海外發行                                               |
| 9月17日  | 20   | 香港 | 公私戀事多         | 馬浚偉、陳松伶、唐文龍、姚嘉妮 | 網頁 （页面存档备份，存于） | 鮑偉聰               | 徐遇安        | 於2001年3月海外發行                                                                       |
| 9月17日  | 325  | 香港 | 皆大歡喜 (古裝版)  | 薛家燕、林文龍、謝天華、陳彥行、趙學而、梅小惠、廖碧兒、阮兆祥、劉 丹、劉愷威、鄧兆尊、林漪娸、車婉婉、邵美琪、苑瓊丹、馬海倫、顏國樑、洪天明、姚樂怡、傅楚卉、陳思齊、馬蹄露、李國麟、蕭 亮、羅浩楷、廖啟智 | 網頁 （页面存档备份，存于） | 趙靜蓉 賈偉南        | 徐遇安        | 處境劇，2001-2002                                                                         |
| 9月24日  | 25   | 香港 | 婚前昏後           | 劉松仁、汪明荃、張可頤、馬德鐘、蘇玉華、楊 怡、鄧健泓、蔡子健、胡杏兒 | 網頁 （页面存档备份，存于） | 梁敏華               | 潘嘉德        | 巡禮名《昏睡十六年》                                                                      |
| 10月15日 | 40   | 香港 | 尋秦記             | 古天樂、江 華、林 峯、宣 萱、郭羨妮、滕麗名、鄭雪兒 | 網頁 （页面存档备份，存于） | 黃國輝 湯健萍        | 莊偉建        | 台慶劇                                                                                    |
| 10月20日 | 11   | 日本 | 相睇一刻           | 松隆子、中山裕介、窪塚洋介 |                             |                      |               |                                                                                           |
| 10月20日 | 11   | 日本 | 大話姻緣           | 中井貴一、王菲、中村俊介、仲間由紀惠 |                             |                      |               |                                                                                           |
| 10月22日 | 42   | 香港 | 酒是故鄉醇         | 林家棟、佘詩曼、鄧萃雯、馬德鐘、秦 沛、元 華、陳秀珠、殷 櫻、鄧一君 | 網頁 （页面存档备份，存于） | 吳肇銅               | 劉仕裕        | 台慶劇、又名《情迷淚眼紅》《尋酒記》                                                      |
| 12月10日 | 35   | 港台 | 新楚留香           | 任賢齊、林心如、黎 姿、楊恭如、黎耀祥、張 茜、海俊傑、張衛健、陳法蓉 |                             |                      |               | 外購劇、（又名《新楚留香之香帥傳奇》）                                                    |
| 12月24日 | 20   | 香港 | 勇探實錄           | 郭晉安、張家輝、袁潔瑩、許紹雄、劉雅麗 | 網頁 （页面存档备份，存于） | 司徒錦源             | 林志華        | 前名《警察故事》 於2001年6月海外發行                                                      |

## 2002年
| 首播     | 集數 | 來源 | 劇名            | 主演 | 官網                        | 編審          | 監製   | 備註                                                            |
| 1月7日   | 12   | 日本 | 凶鈴後傳        | 岸谷五朗、吉本多香美、內藤剛志、田邊誠一                                                                           |                             |               |        |                                                                 |
| 1月15日  | 12   | 日本 | 巨星夫婿        | 長瀨智也、竹內結子、篠原涼子、鈴木杏樹                                                                             |                             |               |        |                                                                 |
| 1月21日  | 21   | 香港 | 彩色世界        | 林保怡、宣 萱、滕麗明、唐文龍、譚小環                                                                              | 網頁 （页面存档备份，存于） | 司徒錦源      | 莊偉建 | 於2001年12月海外發行                                            |
| 1月28日  | 30   | 香港 | 無頭東宮        | 陳妙瑛、向海嵐、張兆輝、魏駿傑、麥長青、關寶慧、許紹雄、劉 江、敖嘉年、杜大偉                                      | 網頁 （页面存档备份，存于） | 薛家華        | 張乾文 | 又名《冒牌皇后》於2001年4月海外發行                             |
| 2月18日  | 22   | 香港 | 法網伊人        | 李克勤、郭可盈、謝天華、吳綺莉、胡杏兒、石 修、林漪娸、歐錦棠                                                      | 網頁 （页面存档备份，存于） | 朱鏡祺        | 譚朗昌 | 前名《師奶師爺》 於01年8月海外發行                              |
| 3月11日  | 20   | 香港 | 情牽百子櫃      | 郭晉安、佘詩曼、吳美珩、李浩林、姚瑩瑩、胡 楓、高 雄、王 偉                                                        | 網頁 （页面存档备份，存于） | 關頌玲        | 林志華 | 巡禮名《中藥情緣》於2001年12月海外發行                          |
| 3月18日  | 20   | 香港 | 騎呢大狀        | 蘇永康、陳慧珊、蔣志光、郭政鴻、歐錦棠、汪 琳、郭 鋒、郭政鴻、湯盈盈                                               | 網頁                        | 吳肇銅        | 徐正康 | 大陸易名《烏龍大狀師》                                          |
| 4月8日   | 35   | 內地 | 鐵齒銅牙紀曉嵐  | 張國立、張鐵林、王 剛、袁 立                                                                                       |                             |               |        |                                                                 |
| 4月15日  | 20   | 香港 | 情事緝私檔案    | 郭晉安、郭藹明、湯寶如、唐文龍、秦 沛、吳家樂                                                                      | 網頁 （页面存档备份，存于） | 朱鏡祺 伍立光 | 張乾文 |                                                                 |
| 5月13日  | 30   | 內地 | 少年包青天II    | 陸 毅、任 泉、范冰冰、釋小龍                                                                                       |                             |               |        |                                                                 |
| 5月27日  | 28   | 內地 | 少年張三丰      | 張衛健、李冰冰、李小璐、胡 靜、張鐵林、蘇有朋                                                                      |                             |               |        |                                                                 |
| 6月24日  | 27   | 香港 | 洛神            | 蔡少芬、馬浚偉、陳 豪、郭羨妮、劉 丹、程可為、汪 琳、林韋辰、顧紀筠、林敬剛、麥長青                                | 網頁 （页面存档备份，存于） | 陳靜儀        | 梅小青 | 於2002年1月海外發行                                             |
| 7月5日   | 12   | 日本 | 靈感 Super Girl | 笹岡莉紗 |                             |               |        |                                                                 |
| 7月8日   | 20   | 香港 | 無考不成冤家    | 汪明荃、張可頤、馬德鐘、錢嘉樂、郭 鋒、黃𨥈瑩、莫家堯、黃嘉樂、苑瓊丹                                              | 網頁 （页面存档备份，存于） | 湯健萍        | 潘嘉德 | 前名《考試情緣》                                                |
| 7月29日  | 35   | 香港 | 烈火雄心II      | 王 喜、方中信、歐錦棠、鄭嘉穎、張可頤、蒙嘉慧、文頌嫻、陳慧珊、成珈瑩、蔡子健、蔣志光、唐 寧、張 雷、元 華、朱咪咪 | 網頁 （页面存档备份，存于） | 蔡婷婷 黃偉強 | 王心慰 | 又名《烈火雄心2浴火英雄》於2002年2月海外發行                    |
| 8月3日   | 12   | 日本 | 急症群英2       | 江口洋介、松雪泰子                                                                                                 |                             |               |        |                                                                 |
| 8月5日   | 30   | 香港 | 再生緣          | 葉 璇、林 峯、馬德鐘、楊 怡、劉玉翠、胡杏兒、廖啟智、韓馬、莫家堯、黃宇詩                                          | 網頁 （页面存档备份，存于） | 黃國輝 湯健萍 | 潘嘉德 | 於2002年1月海外發行                                             |
| 9月16日  | 20   | 香港 | 我要Fit一Fit    | 沈殿霞、袁潔瑩、元 華、鄭中基、文頌嫻、劉玉翠、鄭敬基、鄭嘉穎、易智遠                                              | 網頁 （页面存档备份，存于） | 蔡婷婷        | 王心慰 | 大陸易名《出頭當自強》 於2002年6月海外發行                      |
| 8月3日   | 6    | 日本 | 飛躍紅粧        | 今井繪理子、高島禮子、保坂尚輝                                                                                     |                             |               |        |                                                                 |
| 9月16日  | 45   | 香港 | 流金歲月        | 羅嘉良、溫兆倫、宣 萱、林 峯、葉 璇、石 修、向海嵐、黃淑儀、秦 沛、駱應鈞、胡杏兒、楊 怡                           | 網頁 （页面存档备份，存于） | 歐冠英        | 梁家樹 | 又名《有情歲月》 前名《黃金歲月》                               |
| 10月14日 | 20   | 香港 | 絕世好爸        | 秦 沛、陳慧珊、陳 豪、郭羨妮、唐文龍、劉錦玲、蘇志威、胡杏兒                                                       | 網頁 （页面存档备份，存于） | 吳肇銅        | 梅小青 |                                                                 |
| 11月11日 | 35   | 港台 | 齊天大聖孫悟空  | 張衛健、蔡卓妍、梁漢文、李燦森、葛民輝、許志安、楊恭如、孫佳君、林志穎、曾 江、恬 妞、羅家英、鄭秀文、鍾欣桐       |                             | 蕭若元        | 鄭偉文 | 台慶劇 / 合拍劇 前名《新西遊記》 又名《新大話西遊》《大話西遊》 |
| 11月18日 | 30   | 香港 | 談判專家        | 歐陽震華、郭可盈、張智霖、文頌嫻、陳 豪、楊婉儀、蔡子健、唐 寧、周家怡                                             | 網頁 （页面存档备份，存于） | 黃育德        | 鄺業生 | 台慶劇                                                          |
| 11月24日 | 11   | 日本 | 一夜夫妻要結婚  | 竹野內豐、廣末涼子、千葉真一、片瀨那奈                                                                             |                             |               |        |                                                                 |
| 12月25日 | 11   | 日本 | 跳躍大搜查線    | 織田裕二、柳葉敏郎、深津繪里、中山裕介                                                                             |                             |               |        |                                                                 |
| 12月30日 | 20   | 香港 | 雲海玉弓緣      | 林 峯、葉 璇、李彩樺、陳國邦、羅敏莊、袁彩雲、郭政鴻、高 雄、楊嘉諾、白 茵、陳榮峻                                 | 網頁 （页面存档备份，存于） | 黃國輝        | 張乾文 |                                                                 |
| 12月30日 | 20   | 香港 | 戇夫成龍        | 郭晉安、宣 萱、唐 寧、盧宛茵、許紹雄、陳秀珠、秦 煌、元 華、曹永廉、李成昌、鄧一君                                 | 網頁 （页面存档备份，存于） | 劉彩雲        | 黃偉聲 |                                                                 |

## 2003年
| 首播     | 集數 | 來源 | 劇名                | 主演 | 官網                        | 編審                        | 監製          | 備註                                                                                       |
| 1月2日   | 31   | 台灣 | 流星花園II          | 言承旭、徐熙媛、朱孝天、周渝民、吳建豪、鄭雪兒、錢韋杉 |                             |                             |               |                                                                                            |
| 1月27日  | 20   | 香港 | 九五至尊            | 江 華、張可頤、吳美珩、林韋辰、鄧浩光、蔣志光、譚小環、秦 沛、康 華、蘇志威、劉家輝、陳 琪 | 網頁 （页面存档备份，存于） | 陳靜儀 蔡婷婷               | 蕭顯輝        | 巡禮名《朕到未來》 主題曲：彩構步 插曲：延續一生都美麗 主唱江華 編導方駿釗、助理編導陳耀全 |
| 1月27日  | 20   | 香港 | 天子尋龍            | 陳浩民、文頌嫻、麥長青、楊 怡、羅冠蘭、羅 蘭、李國麟、陳嘉儀、余子明、廖啟智 | 網頁 （页面存档备份，存于） | 薛家華 伍立光               | 張乾文        | 前名《大唐龍珠》 於2001年12月海外發行                                                      |
| 2月24日  | 20   | 香港 | 撲水冤家            | 吳啟華、葉 童、陳 豪、黃卓玲、歐倩怡、成展權、成珈瑩 | 網頁 （页面存档备份，存于） | 鮑偉聰                      | 王心慰        | 前名《回到未發時》                                                                         |
| 2月24日  | 22   | 香港 | 洗冤錄II            | 歐陽震華、佘詩曼、歐錦棠、滕麗名、劉錦玲、蔡子健、汪 琳、譚小環 | 網頁 （页面存档备份，存于） | 陳靜儀                      | 蕭顯輝        | 於02年8月海外發行 又名《洗冤錄2》《法醫宋慈》                                              |
| 3月8日   | 10   | 香港 | LovingYou我愛你2    | 薛家燕、吳啟華、鄧萃雯、鄭嘉穎、楊思琦、鍾景輝 | 網頁 （页面存档备份，存于） | 陳寶華                      | 曾勵珍 羅永賢 | 單元劇                                                                                     |
| 3月24日  | 30   | 香港 | 智勇新警界          | 林保怡、郭可盈、馬德鐘、陳浩民、楊 怡、姚瑩瑩、麥長青、郭政鴻、蕭 亮、吳卓羲、羅冠蘭、高 雄、郭 峰、韓馬、韓君婷 | 網頁 （页面存档备份，存于） | 薛家華 湯健萍               | 莊偉建        | 前名《打更急先鋒》                                                                         |
| 3月24日  | 30   | 香港 | 帝女花              | 佘詩曼、馬浚偉、陳 豪、邵美琪、郭羨妮、唐文龍、文頌嫻、劉錦玲、魏駿傑、向海嵐、蔡子健 | 網頁 （页面存档备份，存于） | 張華標 梁劍豪               | 鄺業生        | 於02年12月海外發行 改編唐滌生同名粵劇《帝女花》                                            |
| 4月12日  | 11   | 日本 | 我要Cake一Cake      | 瀧澤秀明、椎名桔平、藤木直人、阿部寛、小雪 |                             |                             |               |                                                                                            |
| 5月3日   | 20   | 韓國 | 開朗少女            | 張娜拉、張赫 |                             |                             |               |                                                                                            |
| 5月5日   | 20   | 香港 | 繾綣仙凡間          | 江 華、楊思琦、樊少皇、楊婉儀、黃卓玲 | 網頁 （页面存档备份，存于） | 林少枝                      | 徐正康        | 於2002年10月海外發行                                                                       |
| 5月5日   | 20   | 香港 | 十萬噸情緣          | 張家輝、張可頤、滕麗名、歐錦棠、楊婉儀、蔣志光、湯盈盈、陳秀珠 | 網頁 （页面存档备份，存于） | 朱鏡祺                      | 林志華        | 臺灣易名《浪漫情人號》 於2003年1月海外發行                                                 |
| 5月5日   | 443  | 香港 | 皆大歡喜 (時裝版)   | 薛家燕、林文龍、謝天華、趙學而、鍾嘉欣、廖碧兒、梅小惠、陳彥行、馬浚偉、阮兆祥、劉玉翠、車婉婉、林漪娸、羅樂林、尤 程、岑寶兒、苑瓊丹、劉愷威、余慕蓮、余子明、顏國樑、馬海倫、劉 丹、李國麟、鄧兆尊、陳曼娜、林敬剛、林泳東、羅浩楷、韋家雄 | 網頁 （页面存档备份，存于） | 趙靜蓉 吳肇銅 鮑偉聰 陳靜儀 | 徐遇安        | 處境劇，2003-2005                                                                          |
| 6月2日   | 22   | 香港 | 黑夜彩虹            | 吳啟華、蔡少芬、黎 姿、關禮傑、高 雄、黎彼得、戴耀明、鍾麗淇、康子妮、成珈瑩 | 網頁 （页面存档备份，存于） | 梁詠梅                      | 李添勝        | 於2002年12月海外發行                                                                       |
| 6月2日   | 30   | 香港 | 衛斯理              | 羅嘉良、蒙嘉慧、唐文龍、楊 怡、揚 明、麥 包、陳國邦、高 雄 | 網頁 （页面存档备份，存于） | 黃國輝                      | 張乾文        |                                                                                            |
| 6月30日  | 20   | 香港 | 金牌冰人            | 張可頤、馬浚偉、陳 豪、蓋鳴暉、關德輝、嘉碧儀 | 網頁 （页面存档备份，存于） | 梁詠梅 吳肇銅               | 梅小青        | 前名《金牌媒婆》                                                                           |
| 7月13日  | 4    | 日本 | 奇幻世紀            | 矢田亞希子、中井貴一、武田真治、稻森泉 |                             |                             |               |                                                                                            |
| 7月14日  | 25   | 香港 | 律政新人王          | 林 峯、胡杏兒、陳鍵鋒、廖碧兒 | 網頁 （页面存档备份，存于） | 歐冠英 劉彩雲               | 梁家樹        | 前名《暴走律師》                                                                           |
| 7月27日  | 12   | 日本 | 金融小子            | 長瀨智也、原田泰造、植木等、長谷川京子 |                             |                             |               |                                                                                            |
| 7月28日  | 20   | 香港 | 戀愛自由式          | 陳文媛、蕭正楠、唐 寧、黃宗澤、楊 明、傅 穎、鄧麗欣、黎諾懿、陳文靜、艾 威、鄧萃雯 | 網頁 （页面存档备份，存于） | 梁敏華                      | 林志華        | 前名《綠水英雄》                                                                           |
| 8月18日  | 20   | 香港 | 美麗在望            | 郭晉安、容祖兒、鄭嘉穎、林敏俐 | 網頁 （页面存档备份，存于） | 關頌玲                      | 潘嘉德        |                                                                                            |
| 8月25日  | 40   | 內地 | 還珠格格III天上人間 | 古巨基、周 、黃 奕、馬伊俐、狄 龍、王 豔、黃曉明 |                             |                             |               |                                                                                            |
| 9月8日   | 20   | 香港 | 英雄·刀·少年        | 劉松仁、邵美琪、吳卓羲、黃宗澤、楊思琦、楊 怡、唐 寧 | 網頁                        | 鍾政良                      | 黃偉聲        |                                                                                            |
| 9月14日  | 11   | 香港 | 當四葉草碰上劍尖時  | 梁漢文、姚瑩瑩、黎諾懿、李逸朗、黃婉伶、戴夢夢、姚子羚、高皓正、李雨陽、唐詩詠、鄧麗欣、傅 穎、吳雨霏、楊愛瑾、容祖兒、陳奕迅 | 網頁 （页面存档备份，存于） | 陳鳳珊                      | 錢國偉        | 單元劇                                                                                     |
| 9月15日  | 30   | 香港 | 俗世情真            | 郭可盈、譚耀文、向海嵐、黎耀祥 | 網頁 （页面存档备份，存于） | 蔡婷婷                      | 徐正康        | 前名《生命天使》 於2003年6月海外發行                                                       |
| 10月6日  | 20   | 香港 | 非常外父            | 鄭少秋、葉 童、滕麗名、葉 璇、馬國明、湯盈盈、黎耀祥 | 網頁 （页面存档备份，存于） | 朱鏡祺                      | 唐基明        |                                                                                            |
| 10月27日 | 40   | 香港 | 衝上雲霄            | 吳鎮宇、陳慧珊、馬德鐘、胡杏兒、葉 璇、吳卓羲、陳鍵鋒、黃宗澤、馬國明、胡定欣 | 網頁                        | 歐冠英 梁敏華               | 潘嘉德        | 台慶劇                                                                                     |
| 11月3日  | 30   | 香港 | 西關大少            | 劉松仁、張智霖、趙雅芝、佘詩曼、陳鍵鋒 | 網頁 （页面存档备份，存于） | 張華標 梁劍豪               | 李添勝        | 台慶劇 於2003年8月海外發行 又名《西關風雲》                                                |
| 11月29日 | 11   | 日本 | 美味關係            | 中山美穗、唐澤壽明、飯島直子、山口紗彌加 |                             |                             |               |                                                                                            |
| 12月15日 | 40   | 內地 | 鐵齒銅牙紀曉嵐II    | 張國立、張鐵林、王 剛、袁 立 | [網頁]                      |                             |               |                                                                                            |
| 12月22日 | 20   | 香港 | 花樣中年            | 方中信、佘詩曼、錢嘉樂、蔣志光、向海嵐、姚嘉妮、鄭嘉穎、楊思琦 | 網頁 （页面存档备份，存于） | 黃偉強                      | 羅永賢        | 於2003年4月海外發行                                                                        |

## 2004年
| 首播     | 集數 | 來源 | 劇名                 | 主演                                                                                                 | 官網                        | 編審                 | 監製          | 備註                                                     |
| 1月17日  | 10   | 日本 | 熱烈的中華飯店       | 鈴木京香、二宮和也、椎名桔平、勝村政信、東幹久、高橋克實、石黑賢、瀨戶朝香、伊東四朗                 |                             |                      |               |                                                          |
| 1月19日  | 20   | 香港 | 怪俠一枝梅           | 溫兆倫、楊 怡、關禮傑、陳鍵鋒、蔣雅文                                                                | 網頁 （页面存档备份，存于） | 徐達初               | 張乾文        | 於2003年12月海外發行                                     |
| 2月9日   | 20   | 香港 | 烽火奇遇結良緣       | 馬德鐘、宣 萱、石 修、江芷妮                                                                         | 網頁 （页面存档备份，存于） | 李綺華               | 黃偉聲        | 前名《樊梨花烽火奇遇結良緣》，台灣易名《薛丁山與樊梨花》 |
| 2月16日  | 40   | 香港 | 陀槍師姐IV           | 歐陽震華、蔡少芬、滕麗名、魏駿傑、林文龍、蒙嘉慧、夏 雨、朱咪咪、麥 包、張慧儀                       | 網頁 （页面存档备份，存于） | 林少枝 黃育德        | 鄺業生        | 於2003年8月海外發行                                      |
| 3月8日   | 37   | 香港 | 血薦軒轅             | 鄭少秋、汪明荃、林 峯、楊思琦、羅敏莊                                                                | 網頁 （页面存档备份，存于） | 周旭明 黃育德        | 戚其義        |                                                          |
| 4月3日   | 7    | 香港 | 富豪海灣至尊家緣     | 胡 楓、白 茵、劉 丹、羅冠蘭、唐文龍、曹永廉、廖碧兒、廖啟智                                          |                             | 梁偉庭               | 賴偉棠        | 又名《至尊家緣》                                         |
| 4月12日  | 30   | 香港 | 翡翠戀曲             | 陳慧珊、劉松仁、鄭嘉穎、周麗淇、夏 雨、邵美琪、歐錦棠、葉 璇、唐文龍                                 | 網頁 （页面存档备份，存于） | 蔡婷婷 黃偉強        | 王心慰        | 巡禮名《翡翠人生》、前名《玉緣》                         |
| 4月18日  | 5    | 香港 | 廉政行動2004         | 黃秋生、伍詠薇、邵美琪、石 修、方中信、張智霖、魏駿傑、蒙嘉慧、關禮傑、劉愷威、蕭正楠、唐 寧、唐文龍 | 網頁 （页面存档备份，存于） |                      | 曾勵珍 羅香蘭 | 合拍單元劇（廉政公署）                                   |
| 4月26日  | 20   | 香港 | 下一站彩虹           | 謝君豪、胡杏兒、吳美珩、李彩樺、陳敏之、馬國明、黎諾懿                                               | 網頁 （页面存档备份，存于） | 梁敏華               | 唐基明        | 前名《彩虹橋》                                           |
| 5月24日  | 20   | 香港 | 無名天使3D           | 佘詩曼、郭羨妮、楊思琦、譚耀文、洪天明、林韋辰、石 修、歐錦棠                                        | 網頁 （页面存档备份，存于） | 鮑偉聰               | 羅永賢        |                                                          |
| 5月24日  | 20   | 香港 | 足秤老婆八両夫       | 郭藹明、黃宗澤、麥 包、文頌嫻、黎耀祥                                                                | 網頁 （页面存档备份，存于） | 關頌玲               | 張乾文        | 前名《大良阿斗官》                                       |
| 6月6日   | 10   | 日本 | 夢想飛行Good Luck !! | 木村拓哉、柴崎幸、堤真一、黑木瞳、內山理名、竹中直人                                                 | 網頁 （页面存档备份，存于） |                      |               |                                                          |
| 6月21日  | 20   | 香港 | 一屋兩家三姓人       | 馬德鐘、宣 萱、李逸朗                                                                                | 網頁 （页面存档备份，存于） | 黃國輝               | 潘嘉德        | 前名《五口之家》                                         |
| 6月21日  | 22   | 香港 | 隔世追兇             | 郭晉安、陳慧珊、鄧健泓、江芷妮、許紹雄、石 修、商天娥、蔣志光                                        | 網頁 （页面存档备份，存于） | 朱鏡祺               | 林志華        | 又名《父子同心》                                         |
| 6月21日  | 6    | 日本 | 溥傑與王妃           | 竹野內豐、常盤貴子、反町隆史、江角真紀子、天海祐希、伊東美咲                                         | 網頁 （页面存档备份，存于） |                      |               |                                                          |
| 7月4日   | 11   | 日本 | 5C班新人王           | 堂本剛、竹內結子、田中直樹                                                                           |                             |                      |               |                                                          |
| 7月19日  | 42   | 香港 | 大唐雙龍傳           | 林 峯、吳卓羲、楊 怡、唐 寧、胡定欣、李 倩                                                           | 網頁 （页面存档备份，存于） | 林少枝 黃育德        | 莊偉建        | 改編小說《大唐雙龍傳》                                   |
| 7月19日  | 25   | 香港 | 棟篤神探             | 黃子華、蔡少芬、魏駿傑、唐文龍、蔣志光、雪 妮、胡 楓、韓君婷                                         | 網頁 （页面存档备份，存于） | 蔡婷婷 林少枝        | 徐正康        | 內地易名《鬼馬神探》                                     |
| 8月23日  | 30   | 香港 | 金枝慾孽             | 張可頤、佘詩曼、黎 姿、鄧萃雯、林保怡、陳 豪、梁 琤、陳秀珠                                          | 網頁 （页面存档备份，存于） | 周旭明               | 戚其義        | 前名《金枝玉葉》                                         |
| 9月5日   | 26   | 韓國 | 天國的階梯           | 權相佑、崔智友                                                                                       |                             |                      |               |                                                          |
| 9月13日  | 30   | 香港 | 青出於藍             | 歐陽震華、陶大宇、郭可盈、秦 沛、楊思琦                                                              | 網頁 （页面存档备份，存于） | 賈偉南 梁詠梅 黃偉強 | 梅小青        |                                                          |
| 10月3日  | 13   | 香港 | 赤沙印記@四葉草.2    | 司徒瑞祈、蔡淇俊、楊秀惠、李思欣、陳自瑤、馬德鐘、徐子淇、張堅庭、鄭丹瑞、陳少邦                     | 網頁 （页面存档备份，存于） | 陳鳳珊               | 錢國偉        | 單元劇                                                   |
| 10月4日  | 30   | 港泰 | 爭分奪秒             | 方中信、鄭嘉穎、譚耀文、蒙嘉慧、魏駿傑、陳 豪、曹敏莉、黎諾懿、姚嘉妮                                | 網頁 （页面存档备份，存于） | 黃偉強               | 羅永賢        | 合拍劇                                                   |
| 10月25日 | 30   | 香港 | 楚漢驕雄             | 鄭少秋、江 華、張可頤、吳美珩、黎耀祥、蔣志光、林韋辰、嘉碧儀、羅樂林                                | 網頁 （页面存档备份，存于） | 張華標 梁詠梅        | 李添勝        | 台慶劇                                                   |
| 11月15日 | 30   | 香港 | 天涯俠醫             | 張家輝、林 峯、郭羨妮、唐 寧、黃宗澤、羅敏莊、陳敏之、李子雄                                         | 網頁 （页面存档备份，存于） | 歐冠英 劉彩雲        | 林志華        | 台慶劇 巡禮名《愛心無國界》                              |
| 12月6日  | 25   | 香港 | 功夫足球             | 張衛健、黃秋生、吳君如、容祖兒                                                                       |                             |                      | 蕭定一        |                                                          |
| 12月27日 | 25   | 香港 | 水滸無間道           | 張智霖、王 喜、黎 姿、楊 怡、元 華                                                                   | 網頁 （页面存档备份，存于） | 陳靜儀 吳肇銅        | 蕭顯輝        |                                                          |
| 12月5日  | 11   | 韓國 | 金粉佳人             | 金喜善、高洙、孫暢敏                                                                                 |                             |                      |               |                                                          |

## 2005年
| 首播     | 集數 | 來源 | 劇名           | 主演 | 官網                        | 編審                 | 監製                                                                         | 備註                                                                                              |
| 1月2日   | 11   | 日本 | 超能嬌妻       | 篠原涼子、伊藤英明、古田新太、西村雅彦 |                             |                      |                                                                              |                                                                                                   |
| 1月10日  | 25   | 香港 | 我師傅係黃飛鴻 | 黃宗澤、姜大衛、李彩華、嘉碧儀、陳鍵鋒、馬國明、楊婉儀 | 網頁 （页面存档备份，存于） | 李綺華               | 黃偉聲                                                                       | 又名《我的師傅係黃飛鴻》、內地易名《我師傅是黃飛鴻》、台灣易名《少年黃飛鴻》 於2004年12月海外發行 |
| 1月24日  | 71   | 韓國 | 大長今         | 李英愛、池珍熙、趙廷恩、梁美京、甄美里、洪莉娜、朴恩惠、林 湖、李世恩 | 網頁 （页面存档备份，存于） |                      |                                                                              |                                                                                                   |
| 1月30日  | 15   | 韓國 | 浪漫滿屋       | Rain(鄭智薰)、宋慧喬 | 網頁                        |                      |                                                                              |                                                                                                   |
| 1月31日  | 20   | 香港 | 甜孫爺爺       | 鍾景輝、夏 雨、陳秀珠、劉愷威、方力申、陳宇琛、楊思琦、韓君婷 | 網頁 （页面存档备份，存于） | 林少枝               | 王心慰                                                                       | 前名《家有一寶》                                                                                  |
| 2月5日   | 22   | 香港 | 奇幻潮         | 鄭伊健、羅敏莊、劉浩龍、羅敏莊、黎諾懿、吳家樂、吳浩康、李逸朗、官恩娜、胡諾言、徐子珊、張美妮、陳文媛、陳自瑤、麥長青、黃伊汶、黃宗澤、黃智賢、楊思琦、楊愛瑾、嘉碧儀、蔣志光、蔣雅文、鄭希怡、鄧健泓、黎耀祥、蕭正楠、錢嘉樂、戴夢夢、薛家燕、謝天華、鍾嘉欣、吳日言、梁洛施、郭芯其 | 網頁 （页面存档备份，存于） | 梁偉庭 徐家祥        | 黃淑敏 葉子文 林淑敏 曾憲宗 鄧雪瑩 鄧嗣光 董玉蓮 陳旭亮 邱雄崑 伍碧琪 謝志超 | 單元劇                                                                                            |
| 2月14日  | 20   | 香港 | 西廂奇緣       | 吳卓羲、胡杏兒、葉 璇、馬國明 | 網頁 （页面存档备份，存于） | 徐達初 蔡淑賢 李綺華 | 張乾文                                                                       | 於2004年12月海外發行                                                                              |
| 2月28日  | 30   | 香港 | 心花放         | 陶大宇、郭可盈、陳 豪、廖碧兒、向海嵐、秦 沛 | 網頁 （页面存档备份，存于） | 賈偉南               | 梅小青                                                                       |                                                                                                   |
| 3月14日  | 20   | 香港 | 御用閒人       | 鄭少秋、鄧萃雯、楊 怡、魏駿傑、滕麗名、吳家樂 | 網頁 （页面存档备份，存于） | 吳肇銅               | 徐正康                                                                       |                                                                                                   |
| 4月11日  | 20   | 香港 | 同撈同煲       | 郭晉安、胡杏兒、馬國明、江芷妮、黎耀祥 | 網頁 （页面存档备份，存于） | 黃國輝               | 關永忠                                                                       |                                                                                                   |
| 4月11日  | 32   | 香港 | 學警雄心       | 吳卓羲、陳鍵鋒、楊 怡、薛凱琪、苗僑偉、錢嘉樂、米 雪、吳浩康 | 網頁 （页面存档备份，存于） | 李綺華 蔡淑賢 劉彩雲 | 黃偉聲                                                                       |                                                                                                   |
| 5月2日   | 60   | 韓國 | 醫道           | 全光烈、黃秀貞、洪忠敏 |                             |                      |                                                                              |                                                                                                   |
| 5月9日   | 20   | 香港 | 老婆大人       | 宣 萱、陳錦鴻、王 傑 | 網頁 （页面存档备份，存于） | 朱鏡祺               | 莊偉建                                                                       |                                                                                                   |
| 5月25日  | 20   | 香港 | 秀才遇著兵     | 陳 豪、周麗淇、米 雪、黎耀祥 | 網頁 （页面存档备份，存于） | 梁詠梅               | 劉家豪                                                                       |                                                                                                   |
| 6月5日   | 11   | 日本 | 冰之驕子Pride  | 木村拓哉、竹內結子、坂口憲二、市川染五郎、中越典子、MEGUMI | 網頁                        |                      |                                                                              |                                                                                                   |
| 6月6日   | 20   | 香港 | 情迷黑森林     | 馬德鐘、胡杏兒、文頌嫻、陳文媛、胡諾言 | 網頁 （页面存档备份，存于） | 黃國輝 陳金鈴        | 林志華                                                                       |                                                                                                   |
| 6月22日  | 20   | 香港 | 奪命真夫       | 林保怡、蘇玉華、溫兆倫、伍詠薇、曾偉權、歐倩怡 | 網頁 （页面存档备份，存于） | 梁敏華 陳金鈴        | 莊偉建                                                                       | 又名《疊影危情》，前名《灰色軌跡》 於05年3月海外發行                                              |
| 7月4日   | 20   | 香港 | 開心賓館       | 陶大宇、吳美珩、黎耀祥 | 網頁 （页面存档备份，存于） | 張華標               | 李添勝                                                                       | 又名《金牌旅行社》、內地易名《遊子奇緣》                                                          |
| 7月18日  | 20   | 香港 | 我的野蠻奶奶   | 汪明荃、胡杏兒、黃宗澤、石 修、伍詠薇 | 網頁 （页面存档备份，存于） | 蔡淑賢 梁恩東        | 關永忠                                                                       | 又名《野蠻家族》《野蠻師奶》大陸譯名《我的野蠻婆婆》                                              |
| 7月25日  | 40   | 香港 | 妙手仁心III    | 吳啟華、林保怡、陳 豪、黎 姿、吳美珩、曹永廉、邵美琪、廖碧兒、姚嘉妮 | 網頁 （页面存档备份，存于） | 周旭明 蔡婷婷        | 戚其義                                                                       |                                                                                                   |
| 7月31日  | 26   | 香港 | 窈窕熟女       | 陳百祥、伍詠薇、苑瓊丹、滕麗明、韓君婷、阮兆祥、陳彥行 | 網頁 （页面存档备份，存于） | 關頌玲 林少枝        | 徐正康                                                                       | 處境劇                                                                                            |
| 8月1日   | 30   | 港星 | Yummy Yummy    | 鄭嘉穎、林 峯、佘詩曼、楊 怡、楊志龍、謝韻儀 | 網頁 （页面存档备份，存于） | 黃偉強 林少枝        | 王心慰                                                                       | 合拍劇                                                                                            |
| 8月7日   | 14   | 韓國 | 春日           | 池珍熙、高賢廷、趙寅成、韓高恩 |                             |                      |                                                                              |                                                                                                   |
| 8月15日  | 30   | 香港 | 酒店風雲       | 馬德鐘、郭可盈、吳卓羲、姜大偉、官恩娜、姚子羚 | 網頁 （页面存档备份，存于） | 李綺華 葉世康        | 潘嘉德                                                                       | 又名《酒店大亨》                                                                                  |
| 9月12日  | 25   | 香港 | 翻新大少       | 歐陽震華、郭羨妮、向海嵐、黎耀祥、楊思琦、蔡子健 | 網頁 （页面存档备份，存于） | 黃育德               | 鄺業生                                                                       | 又名《鴨寮街的金蛋》、前名《鴨寮下的金蛋》 於2004年5月海外發行                                    |
| 9月19日  | 22   | 日本 | 大奧           | 大奧第一章：瀨戶朝香、松下由樹、高島禮子 大奧：菅野美穗、池脇千鶴、淺野優子、安達祐實 |                             |                      |                                                                              |                                                                                                   |
| 9月26日  | 20   | 香港 | 人間蒸發       | 苗僑偉、吳美珩、廖碧兒、馬國明、陳國邦、許紹雄、楊秀惠、米 雪 | 網頁 （页面存档备份，存于） | 朱鏡祺               | 張乾文                                                                       |                                                                                                   |
| 10月17日 | 30   | 香港 | 胭脂水粉       | 陳 豪、黎 姿、蒙嘉慧、向海嵐、曹敏莉、陳敏之、商天娥、李國麟 | 網頁 （页面存档备份，存于） | 賈偉南               | 梅小青                                                                       | 台慶劇                                                                                            |
| 10月22日 | 29   | 台灣 | MVP情人        | 張韶涵、孫協志、顏行書 |                             |                      |                                                                              |                                                                                                   |
| 10月24日 | 32   | 香港 | 阿旺新傳       | 郭晉安、宣 萱、黃宗澤、唐 寧、曹永廉、盧宛茵、許紹雄、秦 沛、湯盈盈 | 網頁 （页面存档备份，存于） | 劉彩雲 陳金鈴        | 黃偉聲                                                                       | 台慶劇                                                                                            |
| 10月24日 | 20   | 香港 | 佛山贊師父     | 元 彪、邵美琪、梁家仁、劉家輝、胡諾言、洪天明、李思欣、李詩韻、元 華、歐錦棠 | 網頁 （页面存档备份，存于） | 黃國輝 梁詠梅        | 莊偉建                                                                       | 台慶劇 前名《佛山贊先生》                                                                         |
| 11月21日 | 30   | 香港 | 隨時候命       | 鄭伊健、林保怡、佘詩曼、楊思琦、黎諾懿、鍾嘉欣、司徒瑞祈、姚子羚、袁彩雲 | 網頁 （页面存档备份，存于） | 吳肇銅 蔡婷婷        | 羅永賢                                                                       | 巡禮名《壯志凌雲》                                                                                |
| 11月28日 | 25   | 香港 | 本草藥王       | 林文龍、葉 璇、馬國明、李詩韻 | 網頁 （页面存档备份，存于） | 劉彩雲               | 黃偉聲                                                                       | 於2005年6月海外發行                                                                               |
| 12月7日  | 21   | 香港 | 識法代言人     | 汪明荃、胡杏兒、陳鍵鋒、夏 雨、黎耀祥、劉綽琪、魏駿傑 | 網頁 （页面存档备份，存于） | 黃育德               | 劉家豪                                                                       |                                                                                                   |

## 2006年
| 首播     | 集數 | 來源 | 劇名              | 主演                                                                                      | 官網                        | 編審          | 監製          | 備註                                                    |
| 1月2日   | 35   | 內地 | 鐵齒銅牙紀曉嵐III | 張國立、王 剛、張鐵林、張庭                                                               | 網頁                        |               |               |                                                         |
| 1月2日   | 20   | 香港 | 謎情家族          | 郭晉安、伍詠薇、文頌嫻、黎耀祥、林韋辰、譚小環                                            | 網頁                        | 朱鏡祺        | 林志華        | 前名《推理家族》又名《謀財害命》 於2003年5月海外發行    |
| 1月5日   | 40   | 香港 | 覆雨翻雲          | 林 峯、佘詩曼、郭羨妮、黃宗澤、陳敏之、姜大偉、郭政鴻                                     | 網頁                        | 王莉芝 張小方 | 張乾文        | 於2005年12月海外發行                                    |
| 1月31日  | 20   | 香港 | 施公奇案          | 歐陽震華、郭可盈、陳浩民、楊 怡、文頌嫻                                                   | 網頁                        | 劉枝華        | 林志華        |                                                         |
| 2月12日  | 19   | 台灣 | 王子變青蛙        | 明道、陳喬恩、趙虹喬、王紹偉                                                              | 網頁                        |               |               |                                                         |
| 2月20日  | 20   | 香港 | 天幕下的戀人      | 鄭嘉穎、周麗淇、黃宗澤、夏 雨、唐詩詠、何綺雲、司徒瑞祈、姚嘉妮                           | 網頁                        | 黃偉強        | 王心慰        | 外判劇                                                  |
| 2月27日  | 25   | 香港 | 鐵血保鏢          | 馬浚偉、姚子羚、黎耀祥                                                                    | 網頁                        | 張華標        | 李添勝        | 前名《會友鏢局》                                        |
| 2月27日  | 30   | 內地 | 棟篤狀王          | 黃子華、黃聖依、張 默、蘇永康、羅家英、韓 雪、黃一飛                                      | 網頁                        |               | 楊鴻          | 又名《新九品芝麻官》                                    |
| 3月20日  | 20   | 香港 | 人生馬戲團        | 陳浩民、唐文龍、楊思琦、鍾嘉欣、歐錦棠、姚瑩瑩                                            | 網頁                        | 吳肇銅        | 徐遇安        | 又名《奪寶奇緣》                                        |
| 4月10日  | 239  | 香港 | 高朋滿座          | 鄭丹瑞、伍詠薇、鍾景輝                                                                    | 網頁                        | 關頌玲 蔡婷婷 | 羅永賢        | 處境劇 高朋滿座主題列表                                 |
| 4月3日   | 20   | 香港 | 潮爆大狀          | 鄭少秋、蘇玉華、陳鍵鋒、唐 寧、向海嵐、陳國邦、石 修                                      | 網頁                        | 葉世康        | 唐基明        | 前名《非常大狀》                                        |
| 4月15日  | 11   | 日本 | 電車男            | 伊藤淳史、伊東美咲                                                                        | 網頁                        |               |               |                                                         |
| 4月17日  | 22   | 香港 | 女人唔易做        | 鄧萃雯、林 峯、吳美珩、馬國明、謝天華、徐子珊                                             | 網頁                        | 朱鏡祺 劉彩雲 | 潘嘉德        | 外判劇                                                  |
| 4月22日  | 11   | 香港 | 老馮日記          | 馮德倫、梁漢文、陳子聰、何超儀                                                            | 網頁                        |               | 馮德倫        | 本地合作 單元劇                                         |
| 5月1日   | 32   | 香港 | 火舞黃沙          | 林保怡、陳 豪、蔡少芬、黎 姿、佘詩曼、邵美琪、黃德斌、鍾景輝                              | 網頁                        | 周旭明        | 戚其義        | 巡禮名《黃土大地》                                      |
| 5月15日  | 20   | 香港 | 飛短留長父子兵    | 鄭嘉穎、陳松伶、陳敏之、黎耀祥、劉 丹、程可為、譚小環                                     | 網頁                        | 陳靜儀        | 梁材遠        | 於2006年1月海外發行                                     |
| 5月17日  | 20   | 香港 | 追魂交易          | 王 喜、關禮傑、胡杏兒、胡諾言、林敏俐、駱應鈞                                             | 網頁                        | 鍾政良 蔡淑賢 | 關永忠        | 於2004年1月海外發行                                     |
| 5月27日  | 11   | 日本 | 新排球女將        | 上戶彩                                                                                    | 網頁                        |               |               |                                                         |
| 6月13日  | 21   | 香港 | 男人之苦          | 劉松仁、吳卓羲、蘇玉華、梁靖琪                                                            | 網頁                        | 朱鏡祺        | 潘嘉德        |                                                         |
| 6月13日  | 20   | 香港 | 心慌·心郁·逐個捉  | 滕麗名、馬德鐘、郭耀明、左慧琪                                                            | 網頁                        | 黃國輝        | 潘嘉德        | 於2004年1月海外發行                                     |
| 6月13日  | 25   | 香港 | 法證先鋒          | 歐陽震華、林文龍、蒙嘉慧、鍾嘉欣、曹永廉、郭少芸                                          | 網頁                        | 陳靜儀 蔡婷婷 | 梅小青        |                                                         |
| 7月10日  | 37   | 內地 | 神鵰俠侶          | 黃曉明、劉亦菲、王洛勇、孔 琳                                                             | 網頁                        |               |               |                                                         |
| 7月12日  | 32   | 台灣 | 倩女幽魂          | 陳曉東、徐熙媛、宣 萱、吳 京、元 華、恬 妞、陳秀雯                                        | 網頁                        |               |               |                                                         |
| 7月17日  | 20   | 香港 | 愛情全保          | 陳錦鴻、吳美珩、馬國明、江芷妮、秦 沛                                                     | 網頁                        | 陳金鈴        | 林志華        | 外判劇                                                  |
| 7月23日  | 11+2 | 日本 | 女王的教室        | 天海祐希、志田未來、福田麻由子、羽田美智子、原沙知繪、夏 凡、松川尚瑠輝、內藤剛志、永井杏 | 網頁                        |               |               |                                                         |
| 8月14日  | 20   | 香港 | 刑事情報科        | 林保怡、王 喜、邵美琪、伍詠薇、陳鴻烈                                                     | 網頁                        | 周旭明        | 戚其義        | 前名《CIB刑事情報科》 於06年8月海外發行                 |
| 8月28日  | 30   | 香港 | 鳳凰四重奏        | 佘詩曼、馬德鐘                                                                            | 網頁                        | 蔡淑賢 梁恩東 | 莊偉建        | 外判劇                                                  |
| 9月4日   | 31   | 內地 | 天下糧倉          | 聶 遠、王慶祥、王亞楠、李 倩                                                              | 網頁                        |               |               |                                                         |
| 9月11日  | 32   | 香港 | 滙通天下          | 陳 豪、馬浚偉、郭羨妮、楊 怡、姜大偉、黃德斌、劉 丹、姚嘉妮                               | 網頁                        | 賈偉南        | 梁材遠        |                                                         |
| 9月15日  | 20   | 香港 | 街市的童話        | 羅嘉良、伍詠薇、吳美珩、夏 雨                                                             | 網頁                        | 關頌玲        | 譚朗昌        | 每日播映半集 於2001年1月22日海外發行                    |
| 9月29日  | 20   | 香港 | 轉世驚情          | 關德輝、陳 豪、唐文龍、羅敏莊、梁 琤、蘇玉華、李思蓓                                      | 網頁                        | 梁詠梅        | 李添勝        | 前名《幻海人生》 於2002年10月7日海外發行                |
| 10月9日  | 20   | 香港 | 樓住有情人        | 吳啟華、蒙嘉慧、鍾景輝、曹永廉、吳家樂、許紹雄                                            | 網頁                        | 黃偉強        | 羅永賢        | 外判劇                                                  |
| 10月15日 | 11   | 日本 | 一公升眼淚        | 澤尻繪里香、藥師丸博子                                                                    | 網頁                        |               |               |                                                         |
| 10月19日 | 20   | 香港 | 心理心裏有個謎    | 陳錦鴻、滕麗名、鄭嘉穎、江芷妮、歐錦棠、袁彩雲                                            | 網頁                        | 劉彩雲 蔡淑賢 | 關永忠        | 前名《心靈雞湯》 於2004年5月10日海外發行                |
| 10月23日 | 21   | 香港 | 肥田囍事          | 胡杏兒、許志安、關禮傑、李詩韻、胡諾言、姚嘉妮、黃𨥈瑩、黃淑儀、馬國明                    | 網頁                        | 朱鏡祺        | 關永忠        | 台慶劇                                                  |
| 11月6日  | 30   | 香港 | 東方之珠          | 汪明荃、郭晉安、佘詩曼、秦 沛、關菊英、石 修、陳山聰、陳敏之、黎諾懿、方伊琪              | 網頁                        | 黃國輝 陳金鈴 | 唐基明        | 台慶劇                                                  |
| 11月17日 | 20   | 香港 | 婚姻乏術          | 羅嘉良、謝天華、苑瓊丹、蘇玉華、胡杏兒、袁彩雲、麥長青、黃德斌                            | 網頁                        | 周旭明        | 黃偉聲        | 前名《男女之間》 於2001年8月6日海外發行                 |
| 11月20日 | 35   | 香港 | 賭場風雲          | 歐陽震華、宣 萱、黃宗澤、苗僑偉、楊 怡、許紹雄                                            | 網頁                        | 陳淑賢        | 張乾文        | 台慶劇                                                  |
| 12月18日 | 42   | 中港 | 爭霸              | 馬德鐘、劉松仁、陳 坤、郭羨妮、陳國邦、樊志起、李 明、馮 威、冼色麗                       | 網頁 （页面存档备份，存于） |               | 梁家樹 蔡晶盛 | 於2006年6月6日海外發行                                  |
| 12月20日 | 20   | 香港 | 點指賊賊賊捉賊    | 溫兆倫、蒙嘉慧、錢嘉樂、吳美珩、楊 怡、石 修、鄧萃雯                                      | 網頁 （页面存档备份，存于） | 關頌玲        | 黃偉聲        | 前名《華克探長》、《賊佬要當差》 於2002年9月9日海外發行 |

## 2007年
| 首播     | 集數 | 來源   | 劇名                   | 主演 | 官網                        | 編審                               | 監製          | 備註                                                                       |
| 1月2日   | 111  | 韓國   | 明成皇                 | 李美妍、柳東根、金容琳、李珍雨、文根英、李 仁、鄭善敬、李在恩、李榮厚 | 網頁                        |                                    |               |                                                                            |
| 1月5日   | 25   | 香港   | 鄭板橋                 | 王 喜、黎 姿、陳松伶、麥長青 | 網頁                        | 薛家華                             | 林志華        | 於2002年4月15日海外發行/台灣易名《難得糊塗》                               |
| 1月8日   | 25   | 香港   | 突圍行動               | 馬浚偉、吳卓羲、廖碧兒、楊思琦、徐子珊、米 雪、岳 華、馬國明、夏 雨 | 網頁                        | 賈偉南 黃偉強                      | 梅小青        | 巡禮名《跨躍夢想》                                                         |
| 1月14日  | 13   | 韓國   | 大話妹                 | 李多海、李東旭、李準基、朴詩妍 | 網頁                        |                                    |               |                                                                            |
| 1月25日  | 20   | 香港   | 蕭十一郎               | 黃日華、邵美琪、向海嵐、郭耀明 | 網頁                        | 周旭明 湯健萍 梁劍豪               | 黃偉聲        | 於2002年4月海外發行/內地播出時改名為《割鹿刀》                             |
| 1月27日  | 11   | 日本   | 海猿                   | 伊藤英明、加藤愛、仲村亨 | 網頁                        |                                    |               |                                                                            |
| 2月8日   | 20   | 香港   | 紅衣手記               | 佘詩曼、康子妮、陳鍵鋒 | 網頁                        | 林少枝                             | 劉仕裕        | 前名《白衣師妹》 於2002年3月18日海外發行                                   |
| 2月12日  | 20   | 香港   | 十兄弟                 | 郭可盈、林文龍、黎諾懿、唐 寧、李逸朗 | 網頁                        | 陳惠妍                             | 潘嘉德        | 於2005年9月海外發行、又名《天賜良兒》                                      |
| 2月12日  | 20   | 香港   | 迎妻接福               | 謝天華、鍾嘉欣、黎耀祥、向海嵐 | 網頁                        | 陳靜儀                             | 李添勝        | 前名《爛賭義當老婆》                                                       |
| 2月22日  | 20   | 中港   | 一網情深               | 陸 毅、蔣 虹、葉 璇、陳浩民、佟大為、張 恒、鄭嘉穎、高 雄、王 琳 | 網頁                        | 张来耘                             | 汪歧          | 於2002年5月海外發行                                                        |
| 3月7日   | 20   | 香港   | 牛郎織女               | 溫兆倫、郭羨妮、歐錦棠、唐 寧 | 網頁                        | 李綺華                             | 莊偉建        | 每日播映半集 於2003年6月2日海外發行                                        |
| 3月8日   | 30   | 中港台 | 天下第一               | 郭晉安、李亞鵬、霍建華、劉松仁、葉 璇、陳怡蓉 | 網頁                        | 王晶 劉天賜                        | 鄧衍成 韋麗園 |                                                                            |
| 3月12日  | 364  | 香港   | 同事三分親             | 關詠荷、金燕玲、江欣燕、石 修、歐錦棠、蔡淇俊、湯盈盈、黃子雄 | 網頁                        | 邵麗瓊 黃偉強                      | 曾勵珍 羅鎮岳 | 處境劇 前名《嫲辣甜孫》 同事三分親主題列表 12月31日起高清製作              |
| 3月12日  | 27   | 香港   | 亂世佳人               | 胡杏兒、吳卓羲、陳錦鴻、唐 寧、曹敏莉、劉 丹、石 修、譚小環、盧宛茵 | 網頁                        | 李綺華 梁恩東                      | 莊偉建        | 於2006年7月10日海外發行                                                    |
| 3月12日  | 20   | 香港   | 寫意人生               | 鄭嘉穎、黎 姿、秦 沛 | 網頁                        | 林少枝                             | 梁材遠        |                                                                            |
| 4月9日   | 40   | 香港   | 溏心風暴               | 陳 豪、黃宗澤、林 峯、鍾嘉欣、楊 怡、蒙嘉慧、李司棋、夏 雨、米 雪、關菊英、黎諾懿、陳法拉、阮兆祥 | 網頁                        | 張華標 薛家華                      | 劉家豪        |                                                                            |
| 4月16日  | 20   | 香港   | 天機算                 | 馬浚偉、陳浩民、楊思琦、李詩韻、元 華 | 網頁                        | 吳肇銅                             | 徐遇安        |                                                                            |
| 4月21日  | 29   | 台灣   | 白色巨塔               | 言承旭、戴立忍、吳孟達、張鈞甯 | 網頁                        |                                    |               |                                                                            |
| 4月26日  | 35   | 內地   | 一生為奴               | 陳寶國、袁 立、王 艷、王 剛、秦 焰、宋 佳、羅湘晉 | 網頁                        |                                    |               |                                                                            |
| 4月29日  | 11   | 日本   | 西遊記                 | 香取慎吾、伊藤淳史、內村光良、深津繪里 |                             |                                    |               |                                                                            |
| 5月14日  | 21   | 香港   | 師奶兵團               | 鄧萃雯、商天娥、葉 童、馬國明、唐 寧、姜大偉、謝天華、陳法拉、郭政鴻、艾 威 | 網頁                        | 劉彩雲                             | 林志華        |                                                                            |
| 6月4日   | 30   | 香港   | 學警出更               | 吳卓羲、陳鍵鋒、陶大宇、郭羨妮、容祖兒、徐子珊 | 網頁                        | 李綺華 劉彩雲                      | 黃偉聲        | 又名《學警雄心2》、內地易名《鬥氣冤家好兄弟Ⅱ》                             |
| 6月11日  | 20   | 香港   | 緣來自有機             | 陳錦鴻、伍詠薇、元 華、黎諾懿、唐詩詠 | 網頁                        | 吳肇銅                             | 徐遇安        |                                                                            |
| 6月27日  | 28   | 韓國   | 悲傷戀歌               | 金喜善、權相佑、延政勳 |                             |                                    |               | 每日播映半集                                                               |
| 7月9日   | 20   | 香港   | 強劍                   | 黃宗澤、鄭嘉穎、廖碧兒、楊思琦、陳敏之、黎耀祥、李思捷、高 雄、羅冠蘭 | 網頁                        | 薛家華 黃育德                      | 劉家豪        | 前名《強劍江湖》 於2007年2月海外發行                                       |
| 7月10日  | 30   | 台灣   | 惡作劇之吻             | 鄭元暢、林依晨、汪東城、劉容嘉、炎亞綸、許瑋甯 | 網頁                        |                                    |               |                                                                            |
| 7月16日  | 60   | 中港   | 歲月風雲               | 劉松仁、苗僑偉、廖京生、佘詩曼、宣 萱、伍衛國、林 峯、馬德鐘、胡杏兒、鄧萃雯、黃淑儀、馮紹峰、吳卓羲、梁靖琪、趙 坷、陳美琪                                                                                                 | 網頁                        | 歐冠英 葉世康 蔡淑賢 劉彩雲 朱鏡祺 | 梁家樹 潘嘉德 | 合拍劇 紀念香港主權移交十週年劇集 前名《風雲歲月》                         |
| 7月22日  | 11   | 日本   | 飆風引擎               | 木村拓哉、松下由樹 | 網頁 （页面存档备份，存于） |                                    |               |                                                                            |
| 8月6日   | 25   | 香港   | 爸爸閉翳               | 歐陽震華、王 喜、夏 雨、蒙嘉慧、楊 怡、向海嵐、譚小環 | 網頁                        | 梁詠梅 黃育德                      | 梅小青        | 前名《茶煲爹哋》，內地易名《絕世好爹》《開心老爸》，臺灣易名《老爸俱樂部》 |
| 8月12日  | 11   | 日本   | 交響情人夢             | 上野樹里、玉木宏、瑛太、上原美佐 | 網頁                        |                                    |               |                                                                            |
| 8月19日  | 10   | 香港   | 森之愛情               | 森 美、阮小儀、蔡卓妍、方力申、鄧麗欣、薛凱琪、張敬軒、王菀之、孫耀威、裕 美、何韻詩、楊思琦、楊千嬅、周麗淇、陳嘉容、吳日言、陳法拉、楊秀惠、HotCha、Donald、少爺占、尹子維、洪卓立、應昌佑、Oscar、陳輝虹、賈曉晨、陳丹丹 | 網頁                        | 陳鳳珊                             | 霍澤基        | 單元劇                                                                     |
| 9月1日   | 05   | 香港   | 廉政行動2007           | 苗僑偉、李修賢、陳錦鴻、楊思琦、傅 穎、吳卓羲、陳芷菁、丘凱敏、廖啟智、米 雪、劉玉翠、楊卓娜 | 網頁                        |                                    | 梁家樹 羅香蘭 | 合拍單元劇（廉政公署）                                                     |
| 9月3日   | 60   | 韓國   | 商道                   | 李在龍、金賢珠、李順載 | 網頁                        |                                    |               |                                                                            |
| 9月10日  | 20   | 香港   | 舞動全城               | 廖碧兒、馬浚偉、徐子珊、黎耀祥、陳法拉、高鈞賢、姚嘉妮、黃長興、黃嘉樂、陳曼娜 | 網頁                        | 賈偉南                             | 梁材遠        |                                                                            |
| 9月28日  | 60   | 內地   | 走向共和               | 王 冰、呂 中、馬少驊、孫 淳、李光潔、戈治均 |                             |                                    |               |                                                                            |
| 10月8日  | 21   | 香港   | 奸人堅                 | 黃子華、葉 童、林嘉華、許紹雄、楊秀惠 | 網頁                        | 盧美雲 梁恩東                      | 林志華        | 台慶劇 内地易名《浪子回頭》                                                |
| 10月8日  | 37   | 香港   | 通天幹探               | 元 彪、陳 豪、鄭嘉穎、黎 姿、蒙嘉慧、邵美琪、魏駿傑、梁家仁、唐詩詠 | 網頁                        | 吳肇銅 黃育德                      | 王心慰        | 台慶劇                                                                     |
| 10月13日 | 01   | 日本   | 律政英雄之小鎮風雲     | 木村拓哉、堤真一、綾瀨遙、中井貴一 | 網頁                        |                                    |               |                                                                            |
| 10月15日 | 50   | 內地   | 伙頭智多星             | 張衛健、羅嘉良、吳鎮宇、江若琳、關智斌、許志安 |                             |                                    |               | 半小時一集                                                                 |
| 10月19日 | 01   | 日本   | 電車男Deluxe最後の聖戰 | 伊東美咲、伊藤淳史、堀北真希、速水直道 |                             |                                    |               |                                                                            |
| 11月4日  | 14   | 韓國   | 茶煲阿四               | 韓藝瑟、吳智昊、金成澤、朴寒星 | 網頁                        |                                    |               |                                                                            |
| 11月5日  | 20   | 香港   | 鐵咀銀牙               | 佘詩曼、陳小春、謝天華、陳敏之、元 華 | 網頁                        | 羅宗耀 梁恩東                      | 唐基明        | 台慶劇，又名《鐵嘴銀牙》                                                   |
| 11月9日  | 41   | 內地   | 越王勾踐               | 陳寶國、鮑國安、尤 勇、周 揚、李光潔 | 網頁                        |                                    |               |                                                                            |
| 11月26日 | 20   | 香港   | 兩妻時代               | 歐陽震華、湯盈盈、梁靖琪、黃浩然 | 網頁                        | 劉彩雲 孫浩浩                      | 黃偉聲        | 前名《第三類暗戰》                                                         |
| 12月3日  | 135  | 韓國   | 人魚小姐               | 張瑞希、金成澤、禹喜珍 |                             |                                    |               |                                                                            |
| 12月3日  | 20   | 香港   | 建築有情天             | 方中信、楊 怡、伍詠薇、鍾景輝、陳國邦、唐詩詠 | 網頁                        | 關頌玲                             | 羅永賢        |                                                                            |
| 12月15日 | 18   | 韓國   | 布拉格戀人             | 全道嬿、金柱赫、金民俊、尹世雅 | 網頁                        |                                    |               |                                                                            |
| 12月24日 | 20   | 香港   | 律政新人王II           | 馬國明、陳鍵鋒、官恩娜、李詩韻、陳國邦、李子雄、陳秀珠 | 網頁                        | 李綺華 朱鏡祺                      | 關永忠        | 又名《鬥氣天使路》                                                         |

## 2008年
| 首播     | 集數 | 來源 | 劇名                 | 主演 | 官網                        | 編審                        | 監製          | 備註 |
| 1月1日   | 20   | 香港 | 野蠻奶奶大戰戈師奶   | 汪明荃、胡杏兒、黃宗澤、許紹雄、滕麗名、郭政鴻、楊秀惠、胡定欣、黃長興                                                        | 網頁                        | 蔡淑賢 盧美雲 陳金鈴        | 張乾文        | 前名《我的野蠻新抱》、《我的野蠻奶奶2007》又名《我的野蠻奶奶II》內地稱《我的野蠻婆婆II》、《我的野蠻媳婦》／高清製作 於2007年12月海外發行 |
| 1月19日  | 10   | 日本 | 華麗一族             | 木村拓哉、鈴木京香、山本耕史、長谷川京子、北大路欣也                                                                          | 網頁                        |                             |               | 高清製作 |
| 1月21日  | 20   | 香港 | 秀才愛上兵           | 馬浚偉、鄭希怡、夏 雨、黎耀祥                                                                                                 | 網頁                        | 張華標                      | 劉家豪        | 巡禮名《秀才遇着兵貳》 |
| 1月28日  | 20   | 香港 | 和味濃情             | 陶大宇、蘇玉華、廖碧兒、秦 沛、楊天經、滕麗名、惠英紅、鄧梓峰、駱應鈞                                                         | 網頁                        | 陳金鈴 盧美雲               | 莊偉建        | |
| 2月10日  | 1    | 日本 | 福星高照小丸子       | 森迫永依、高橋克實、清水美智子、福田麻由子、市毛良枝、元冬樹                                                                  |                             |                             |               | 高清製作 |
| 2月18日  | 20   | 香港 | 最美麗的第七天       | 鄭嘉穎、周麗淇、黃宗澤、唐詩詠                                                                                                | 網頁                        | 黃偉強                      | 王心慰        | |
| 2月25日  | 25   | 香港 | 太極                 | 趙文卓、林 峯、胡杏兒、馬國明、吳美珩、李詩韻                                                                                 | 網頁                        | 歐冠英 李綺華               | 梁家樹 蔡晶盛 | 高清製作 |
| 3月17日  | 25   | 香港 | 古靈精探             | 郭晉安、郭羨妮、馬國明、曾華倩、阮小儀、郭政鴻                                                                                | 網頁                        | 黃國輝                      | 張乾文        | 於2008年3月10日海外發行 |
| 3月21日  | 1    | 日本 | 小丸子部落格         | 森迫永依、高橋克實、清水美智子、福田麻由子、市毛良枝、元冬樹                                                                  |                             |                             |               | 高清製作 |
| 3月31日  | 20   | 香港 | 金石良緣             | 馬浚偉、鍾嘉欣、鄭則士、陳法拉、曹永廉、姚子羚                                                                                | 網頁                        | 賈偉南                      | 梁材遠        | |
| 4月12日  | 11   | 日本 | 鬼嫁日記2            | 觀月亞里莎、照屋年之、加藤茶、山本裕典、蛯原友里、川島直美                                                                    | 網頁                        |                             |               | 高清製作 |
| 4月21日  | 20   | 香港 | 原來愛上賊           | 劉松仁、馬德鐘、陳玉蓮、陳法拉、李思捷、麥長青、陳敏之、陳茵媺、呂慧儀、李天翔                                                | 網頁                        | 劉彩雲 羅宗耀               | 莊偉建        | 前名《盜亦有道》／高清製作 |
| 4月28日  | 10   | 日本 | 大奧~華之亂          | 藤原紀香、內山理名、小池榮子                                                                                                  | 網頁                        |                             |               | 高清製作 |
| 4月28日  | 21   | 香港 | 銀樓金粉             | 薛家燕、秦 沛、伍詠薇、伍衛國、楊思琦、陳秀珠、胡諾言、胡定欣                                                                 | 網頁                        | 陳金鈴 孫浩浩               | 唐基明        | |
| 5月4日   | 13   | 日本 | 花樣少年少女         | 堀北真希、小栗旬、生田斗真、山本裕典                                                                                          | 網頁                        |                             |               | 高清製作 |
| 5月10日  | 16   | 韓國 | 你來自哪顆星         | 金來沅、鄭麗媛、姜政華、樸時厚                                                                                                |                             |                             |               | 高清製作 |
| 5月19日  | 30   | 香港 | 法證先鋒II           | 歐陽震華、林文龍、鄭嘉穎、佘詩曼、蒙嘉慧、鍾嘉欣、曹永廉、郭少芸                                                              | 網頁                        | 陳靜儀 蔡婷婷               | 梅小青        | |
| 5月26日  | 21   | 香港 | 師奶股神             | 商天娥、謝天華、林嘉華、滕麗名、湯盈盈、梁靖琪                                                                                | 網頁                        | 蔡淑賢                      | 林志華        | |
| 6月14日  | 9    | 香港 | 盛裝舞步愛作戰       | 洪卓立、衞詩雅、趙蔚欣、陳家樂、關婉珊、羅仲謙、龔嘉欣、林威辰、王淑玲、陳淑儀、李 蘊、郭燕愉、許志安、葉翠翠、Mandy Lieu     | 網頁                        | 徐家祥                      | 錢國偉        | 高清製作 |
| 6月23日  | 20   | 香港 | 甜言蜜語             | 徐子珊、馬國明、黎諾懿、姚嘉妮、姚子羚                                                                                        | 網頁                        | 吳肇銅                      | 徐遇安        | |
| 6月30日  | 20   | 香港 | 疑情別戀             | 苗僑偉、袁詠儀、田蕊妮、陳國邦、曹敏莉、葉翠翠                                                                                | 網頁                        | 盧美雲 劉彩雲 梁恩東        | 黃偉聲        | 高清製作 |
| 7月6日   | 40   | 日本 | 小丸子上電視         | 伊藤綺夏、元冬樹、宮崎美子、三村正和、酒井法子、村崎真彩                                                                      |                             |                             |               | 高清製作 |
| 7月20日  | 2    | 韓國 | 饌品單子             | 李英愛、李依華 |                             |                             |               | |
| 7月21日  | 20   | 香港 | 當狗愛上貓           | 羅嘉良、胡杏兒、呂 方、廖碧兒、曾華倩、黃浩然                                                                                 | 網頁                        | 朱鏡祺                      | 關永忠        | 高清製作 |
| 7月28日  | 40   | 香港 | 溏心風暴之家好月圓   | 陳 豪、林 峯、黃宗澤、李司棋、夏 雨、米 雪、關菊英、李香琴、鍾嘉欣、楊 怡、徐子珊、陳法拉、黎耀祥、阮兆祥、黎諾懿、溫家恆     | 網頁                        | 張華標 薛家華               | 劉家豪        | 高清製作 又名《溏心風暴II家好月圓》 《家好月圓》                                                                                          |
| 8月25日  | 22   | 香港 | 搜神傳               | 鍾嘉欣、陳浩民、陳錦鴻、譚小環、胡定欣、歐錦棠、惠英紅                                                                        | 網頁                        | 陳靜儀                      | 李添勝        | 半小時一集 於2008年8月18日海外發行 |
| 8月25日  | 20   | 香港 | 尖子攻略             | 歐陽震華、鄧萃雯、許紹雄、郭政鴻、羅敏莊、梁烈唯、羅仲謙、袁偉豪、梁証嘉                                                      | 網頁                        | 劉彩雲 盧美雲 李綺華        | 張乾文        | 高清製作 |
| 8月31日  | 11   | 日本 | 料理新鮮人           | 松本潤、北村一輝、香里奈、內田有紀、佐藤隆太、市村正親                                                                        |                             |                             |               | 高清製作 |
| 9月6日   | 16   | 韓國 | Thank You            | 張 赫、孔孝珍、徐新愛、申成祿                                                                                                 |                             |                             |               | 高清製作 |
| 9月21日  | 10   | 日本 | 神探伽俐略           | 福山雅治、柴咲幸、北村一輝、品川祐、真矢美季                                                                                  |                             |                             |               | 高清製作 |
| 9月22日  | 25   | 香港 | 少年四大名捕         | 林 峯、吳卓羲、馬國明、陳鍵鋒、林嘉華、徐子珊、李詩韻、陳山聰                                                                 | 網頁 （页面存档备份，存于） | 李綺華 葉世康               | 林志華        | |
| 9月22日  | 22   | 香港 | 與敵同行             | 郭晉安、鄭嘉穎、蒙嘉慧、商天娥、姚子羚                                                                                        | 網頁 （页面存档备份，存于） | 蔡婷婷                      | 王心慰        | 高清製作 |
| 10月17日 | 21   | 內地 | 家                   | 陸 毅、黃 奕、黃 磊、李小冉、鄭國霖、薛佳凝、王麗坤                                                                           |                             |                             |               | 高清製作 |
| 10月20日 | 337  | 香港 | 畢打自己人           | 毛舜筠、金燕玲、何守信、黎耀祥、吳君麗、歐錦棠、王祖藍、徐 榮、陳茵媺、鄭欣宜、江欣燕、郭少芸、蓋鳴暉、陳鴻烈、鄧永健、趙永洪 | 網頁 （页面存档备份，存于） | 邵麗瓊 黃偉強               | 曾勵珍 羅鎮岳 | 處境劇／高清製作 參見:畢打自己人主題列表                                                                                                  |
| 10月20日 | 82   | 香港 | 珠光寶氣             | 黎 姿、蔡少芬、邵美琪、林保怡、陳 豪、黃宗澤、鍾嘉欣、王 喜、李司棋、關禮傑、黄德斌、岳 華、姜大衛、陳鴻烈、陳秀珠            | 網頁 （页面存档备份，存于） | 周旭明 鮑偉聰 梁敏華 黃育德 | 戚其義        | 台慶劇／高清製作 |
| 10月27日 | 30   | 香港 | 東山飄雨西關晴       | 汪明荃、馬德鐘、佘詩曼、黃浩然、李施嬅、商天娥                                                                                | 網頁 （页面存档备份，存于） | 葉世康 孫浩浩 蔡淑賢        | 關永忠        | 台慶劇 |
| 11月17日 | 70   | 韓國 | 薯童謠               | 趙顯宰、李寶英、柳 鎮、金英浩、李昌勳                                                                                         |                             |                             |               | |
| 12月8日  | 20   | 香港 | Click入黄金屋        | 黎耀祥、秦 沛、孫耀威、郭羡妮、楊思琦、陳敏之                                                                                 | 網頁 （页面存档备份，存于） | 梁敏華 賈偉南               | 梅小青        | 前名《新網中人》 |
| 12月15日 | 11   | 日本 | 14歲媽媽             | 志田未來、田中美佐子、生瀨勝久、山口紗彌加、小清水一輝                                                                        | 網頁 （页面存档备份，存于） |                             |               | 高清製作 |
| 12月21日 | 2    | 日本 | 神探伽俐略之天才現身 | 福山雅治、北村一輝、長澤雅美、三浦春馬、佐野和真、品川祐                                                                      |                             |                             |               | 高清製作 |

## 2009年
| 首播     | 集數 | 來源 | 劇名                       | 主演 | 官網                        | 編審                        | 監製          | 備註                                            |
| 1月3日   | 20   | 韓國 | 酷愛                       | 權相佑、李瑤媛、金聖洙、金可妍 |                             |                             |               | 高清製作                                        |
| 1月5日   | 45   | 內地 | 鹿鼎記                     | 黃曉明、鍾漢良、應采兒、劉 孜、劉 芸、胡 可、何琢言、李菲兒                                                                                         | 網頁 （页面存档备份，存于） |                             |               | 高清製作                                        |
| 2月8日   | 10   | 日本 | 螢之光                     | 綾瀨遙、藤木直人、加藤和樹、國仲涼子 |                             |                             |               | 高清製作                                        |
| 2月16日  | 30   | 香港 | 學警狙擊                   | 苗僑偉、周海媚、吳卓羲、陳鍵鋒、謝天華、江若琳、梁嘉琪、林嘉華                                                                                      | 網頁 （页面存档备份，存于） | 朱鏡祺 李綺華 梁恩東        | 黃偉聲        | 高清製作                                        |
| 3月9日   | 20   | 香港 | 大冬瓜                     | 廖啟智、陳錦鴻、蘇玉華、胡定欣、劉玉翠 | 網頁 （页面存档备份，存于） | 黃國輝                      | 潘嘉德        |                                                 |
| 3月30日  | 20   | 香港 | 桌球天王                   | 鄭少秋、周麗淇、鄧健泓、滕麗名、郭政鴻、許紹雄 | 網頁 （页面存档备份，存于） | 孫浩浩 盧美雲               | 唐基明        | 又名《台球天王》、《龍兄鼠弟》/高清製作         |
| 4月6日   | 20   | 香港 | 幕後大老爺                 | 馬國明、徐子珊、高鈞賢、唐 寧 | 網頁 （页面存档备份，存于） | 薛家華                      | 李添勝        | 高清製作                                        |
| 4月10日  | 2    | 日本 | 交響情人夢之歐洲特別篇     | 上野樹里、玉木宏、瑛太、水川麻美、小出惠介、上原美佐                                                                                                |                             |                             |               | 高清製作                                        |
| 4月19日  | 10   | 日本 | 女王直播室                 | 天海祐希、矢田亞希子、玉木宏、谷原章介 |                             |                             |               | 高清製作                                        |
| 4月20日  | 16   | 韓國 | 狐狸小姐你想點             | 高賢廷、千正明、趙延宇、金恩珠 |                             |                             |               | 高清製作                                        |
| 4月20日  | 29   | 韓國 | 黃真伊                     | 河智媛、金英愛、柳素俊、張根錫 |                             |                             |               | 高清製作                                        |
| 4月27日  | 25   | 香港 | 巾幗梟雄                   | 鄧萃雯、黎耀祥、吳卓羲、岳 華、商天娥、謝雪心、惠英紅、胡定欣、徐淑敏、敖嘉年、梁証嘉、李成昌                                                       | 網頁 （页面存档备份，存于） | 張華標 陳靜儀               | 李添勝        | 前名《妻妾成群》、《紅粉商人》/高清製作         |
| 5月4日   | 25   | 香港 | 老婆大人II                 | 宣 萱、陳錦鴻、許紹雄、滕麗名、唐詩詠、李思捷 | 網頁 （页面存档备份，存于） | 黃國輝                      | 莊偉建        |                                                 |
| 6月1日   | 30   | 香港 | ID精英                     | 郭晉安、蒙嘉慧、鄧健泓、曹永廉、姜大偉、梁靖琪、唐詩詠                                                                                              | 網頁 （页面存档备份，存于） | 黃國輝                      | 羅永賢        | 前名《真心英雄》，大陸易名《香港入境處》        |
| 6月2日   | 29   | 內地 | 新不了情                   | 陳 坤、薛凱琪、方中信、余安安、許紹雄 |                             |                             |               | 高清製作                                        |
| 6月8日   | 25   | 香港 | 碧血鹽梟                   | 馬浚偉、楊 怡、黃浩然、郭 峰 | 網頁 （页面存档备份，存于） | 劉枝華 關頌玲               | 李添勝        | 前名《勝雪鹽棧》／高清製作 於2008年12月海外發行 |
| 7月6日   | 32   | 香港 | 烈火雄心3                  | 王 喜、鄭嘉穎、黃宗澤、胡杏兒、陳茵媺 | 網頁 （页面存档备份，存于） | 黃育德 吳肇銅               | 王心慰        | 高清製作                                        |
| 7月13日  | 21   | 香港 | 王老虎搶親                 | 錢嘉樂、陳鍵鋒、蘇玉華、胡定欣、黃淑儀、劉玉翠、李國麟、朱咪咪                                                                                      | 網頁 （页面存档备份，存于） | 陳金鈴 蔡淑賢               | 潘嘉德        | 高清製作                                        |
| 7月14日  | 39   | 台灣 | 命中注定我愛你             | 陳喬恩、阮經天、陳楚河、白歆惠 |                             |                             |               |                                                 |
| 8月8日   | 1    | 香港 | 南華夢飛翔                 | 何浩文、李 豪、羅鈞滿、盧頌之、羅天宇、寧 進 | 網頁 （页面存档备份，存于） | 徐家祥                      | 錢國偉        | 高清製作                                        |
| 8月10日  | 12   | 日本 | 14歲的教科書               | 菅野美穗、伊藤淳史、志田未來、谷原章介 |                             |                             |               | 高清製作                                        |
| 8月10日  | 22   | 香港 | 絕代商驕                   | 黃子華、佘詩曼、李綺虹、謝天華、許紹雄、陳國邦、曹敏莉、張國強、白 彪、陳山聰、呂慧儀                                                               | 網頁 （页面存档备份，存于） | 朱鏡祺 孫浩浩               | 張乾文        | 前名《企業醫生》、《絕代商嬌》/高清製作         |
| 8月17日  | 25   | 香港 | 古靈精探B                  | 郭晉安、郭羨妮、胡定欣、郭政鴻 | 網頁 （页面存档备份，存于） | 黃國輝 梁恩東               | 關永忠        | 前名《古靈精探II》又名《冤家夫妻金牌檔》        |
| 9月7日   | 30   | 香港 | 有營煮婦                   | 李司棋、伍詠薇、陳法拉、鍾景輝、洪天明、麥長青 | 網頁 （页面存档备份，存于） | 梁敏華 黃育德               | 王心慰        | 巡禮名《狗吾狗·親親爺爺》                       |
| 9月19日  | 18   | 韓國 | 宮                         | 尹恩惠、朱智勳、宋智孝、金楨勳 |                             |                             |               | 高清製作                                        |
| 9月21日  | 20   | 香港 | 蔡鍔與小鳳仙               | 劉松仁、周海媚、馬國明、林嘉華、田蕊妮、湯盈盈、梁靖琪、羅樂林                                                                                      | 網頁 （页面存档备份，存于） | 盧美雲 劉彩雲 羅宗耀 蔡淑賢 | 黃偉聲        |                                                 |
| 9月26日  | 5    | 香港 | 廉政行動2009               | 林保怡、宣 萱、許志安、邵美琪、楊千嬅、郭羨妮、蒙嘉慧、黃浩然、陳鍵鋒、薛凱琪、鄭 融、周柏豪、張同祖、林 雪、黃德斌、郭政鴻、曹永廉、田蕊妮、梁嘉琪 | 網頁 （页面存档备份，存于） |                             | 梁家樹 羅香蘭 | 合拍單元劇（廉政公署）／高清製作                |
| 10月4日  | 2    | 日本 | 花樣少年少女 -「玩」轉暑假 | 堀北真希、小栗旬、生田斗真 |                             |                             |               | 高清製作                                        |
| 10月18日 | 11   | 日本 | 正義靚太                   | 觀月亞里莎、Mimura |                             |                             |               | 高清製作                                        |
| 10月19日 | 33   | 香港 | 宮心計                     | 佘詩曼、楊 怡、陳 豪、鄭嘉穎、米 雪、關菊英、李詩韻、韓馬利、謝雪心、李國麟                                                                         | 網頁 （页面存档备份，存于） | 賈偉南 蔡婷婷               | 梅小青        | 42周年台慶劇 前名《劉三好》／高清製作           |
| 10月19日 | 41   | 香港 | 富貴門                     | 呂良偉、羅嘉良、馬德鐘、袁詠儀、郭可盈、戚美珍、薛家燕、馬國明、許紹雄、劉兆銘、陳敏之、王浩信、盧宛茵                                              | 網頁 （页面存档备份，存于） | 劉彩雲 盧美雲 蔡淑賢        | 莊偉建        | 42周年台慶劇 前名《金錢誘罪》／高清製作         |
| 11月9日  | 16   | 韓國 | 錢的戰爭                   | 朴新陽、朴真熙、金晶和、申東旭、李英恩 | 網頁 （页面存档备份，存于） |                             |               | 高清製作                                        |
| 11月30日 | 21   | 香港 | 巴不得爸爸...              | 吳卓羲、陳錦鴻、胡杏兒、楊思琦、姜大衛、黃淑儀、胡定欣、阮兆祥、吳家樂                                                                              | 網頁 （页面存档备份，存于） | 陳金鈴                      | 潘嘉德        |                                                 |
| 12月14日 | 20   | 香港 | 美麗高解像                 | 徐子珊、伍詠薇、曹永廉、陳敏之、黎諾懿、苑瓊丹、王祖藍、羅敏莊                                                                                      | 網頁 （页面存档备份，存于） | 劉枝華                      | 徐遇安        |                                                 |
| 12月28日 | 20   | 香港 | 老友狗狗                   | 馬浚偉、鍾嘉欣、鄭則士、邵美琪、黃浩然、唐詩詠 | 網頁 （页面存档备份，存于） | 蔡婷婷 梁敏華               | 梁材遠        | 前名《好狗出更》                                |